# Ernst von der Burg
Pour les articles homonymes, voir Burg.
Ernst Engelbert Oskar Wilhelm von der Burg (né le 24 avril 1831 à Luckenwalde et mort le 3 novembre 1910 à Berlin-Charlottenbourg) est un général d'infanterie prussien. Il ne doit pas être confondu avec le pédagogue Ernst Schreck (de) (né en 1857), qui utilise le nom d'Ernst von der Burg comme pseudonyme.

## Biographie

### Origine
Burg est issu d'une famille mentionnée vers 1600 à Lennep (duché de Berg). Il est le fils du major prussien Karl Wilhelm Engelbert von der Burg (1797-1882) et son épouse Karoline Elise Ernestine Marie, née Wildungen (1811-1887).

### Carrière militaire
Burg fait ses études au lycée et à l'académie de chevalerie de Brandebourg-sur-la-Havel. Il étudie ensuite aux écoles de cadets de Potsdam et de Berlin et est affecté le 28 avril 1849 comme sous-lieutenant à la brigade d'artillerie de la Garde de l'armée prussienne. Il y est promu capitaine en mai 1861. Le 1er avril 1862, il est affecté à Paris pour apprendre le français et participa à l'intervention de l'empereur Napoléon III au Mexique d'août 1862 à décembre 1863. Au cours de celle-ci, il combat notamment à la bataille de Puebla et est décoré de la croix de la Légion d'honneur le 5 avril 1863 ainsi que de l'ordre de l'Aigle rouge de 4e classe avec épées le 19 mai 1863.
Libéré de son commandement à Paris, il est transféré le 21 février 1864 à l'état-major général de la 1re division d'infanterie à Königsberg. La même année, prendant la guerre contre le Danemark, Burg participe au siège et à la prise de la redoute de Düppel, où il est légèrement blessé. À la mi-juin 1864, il est ensuite transféré à l'état-major général du 2e corps d'armée  et promu major le 6 février 1866. De la fin mars à la mi-mai 1866, Burg est affecté à la légation de Florence afin de se faire une idée des forces armées locales. Durant cette période, il rencontre également le roi Victor-Emmanuel II et le premier ministre italien Alfonso La Marmora.
Pendant toute la durée de la relation mobile pendant la guerre austro-prussienne, Burg travaille à l'état-major général du haut commandement de la 2e armée dirigée par le prince héritier Frédéric. Il participe aux batailles de Trautenau, Sadowa et Tobitschau. En raison de ses performances, Burg reçoit l'ordre Pour le Mérite le 20 septembre 1866. Après la conclusion de la paix, il retourne à l'état-major général du 2e corps d'armée. En mars 1867, grâce à ses bonnes connaissances linguistiques et à la réputation qu'il s'est forgée en 1862/63, Burg est nommé attaché militaire de la Confédération de l'Allemagne du Nord à l'ambassade de Paris et promu lieutenant-colonel le 18 juin 1869. Pendant son service là-bas, il entreprend plusieurs voyages à travers la France et peut ainsi se faire une bonne idée de l'état et de la force de l'armée. Rappelé de Paris en janvier 1870, Burg est tout d'abord chargé, au milieu du mois, de gérer les affaires en tant que chef d'état-major du 1er corps d'armée. Peu avant le début de la guerre contre la France, Burg est finalement nommé chef le 14 juillet 1870.
À ce poste, il participe aux batailles de Borny-Colombey, Noisseville, Villers-Bretonneux et au siège de Metz et contribue aux succès du corps d'armée. Pour cela, Burg reçoit les deux classes de la croix de fer. Il reçoit en outre les feuilles de chêne du Pour le Mérite le 24 février 1871.
Promu colonel après la paix de Francfort à la mi-août 1871, Burg est nommé chef d'état-major de l'armée d'occupation en France fin octobre 1871. Relevé de cette fonction le 19 septembre 1873, il est ensuite affecté du 15 novembre 1873 au 17 mai 1876 au commandement du 39e régiment de fusiliers à Düsseldorf. Sous la position à la suite de ce régiment, Burg est alors nommé commandant de la 16e brigade d'infanterie à Erfurt et promu au grade de Generalmajor le 30 mai 1876. Après que son ancien commandant, le général Edwin von Manteuffel, a été nommé gouverneur d'Alsace-Lorraine et commandant du 15e corps d'armée, il demande à Burg de prendre la tête de son état-major général, poste qu'il occupe le 3 février 1880. Le 20 septembre 1881, Burg est chargé de diriger la 11e division d'infanterie à Breslau et est nommé commandant en même temps que sa promotion au rang de lieutenant général, le 15 novembre 1881.
Du 9 septembre 1884 au 14 janvier 1887, il est gouverneur militaire de la forteresse de Strasbourg. Il est ensuite chargé de diriger le 2e corps d'armée avant d'être nommé général commandant le 17 septembre 1887. Lors des funérailles de l'empereur Guillaume Ier, il est commandé auprès du prince héritier italien Victor-Emmanuel et lors des funérailles de l'empereur Frédéric III, il est commandé auprès du prince héritier de Suède. Le 23 avril 1888, il est promu général d'infanterie. En reconnaissance de ses longues années de service, Burg reçoit le 23 mars 1890 la Grand-croix de l'ordre de l'Aigle rouge avec feuilles de chêne et épées sur l'anneau. Après les manœuvres d'automne de son corps d'armée, Burg est mis à la disposition du 1er régiment d'artillerie de campagne de la Garde avec pension le 20 octobre 1891.
Son décès est annoncé dans la feuille d'ordonnance de l'armée n° 25 du 5 novembre 1910 ainsi que par un grand avis de décès dans le Militär-Wochenblatt.
Burg est enterré le 7 novembre 1910 au cimetière des Invalides de Berlin, où sa tombe existe encore.

### Famille
Il se marie le 9 janvier 1868 à Winterthour avec Marie Ida Rieter (née le 8 août 1846 à Winterthour et morte le 11 janvier 1924 à Wicken). Elle est la fille du marchand Adolf Rieter et de Maria Ida Rothpletz. Deux filles sont nées de ce mariage :
- Frida (né le 27 juin 1870 à Königsberg et morte le 1er mars 1913) mariée avec Ferdinand comte Wengerski
- Jeanne (née le 18 décembre 1872 à Nancy et morte en 1960) mariée le 3 janvier 1898 Siegfried comte zu Eulenburg-Wicken

## Publications
- Erinnerungen aus Krieg und Frieden. 1903.